# Francesc d'Assís Guixeras i Viñas
Francesc d'Assís Guixeras i Viñas (Badalona, 1841—9 de juliol de 1888) va ser un industrial tèxtil i polític català de tendència liberal. Va ser alcalde de Badalona en els períodes de 1881-1884 i 1886-1887, representant del règim de la restauració borbònica, però, tanmateix, un dels que més popularitat va gaudir a la vila per la seva integritat.

## Biografia
D'adscripció liberal, Guixeras va tenir un paper destacat en la pacificació de la vila durant la tercera guerra carlina (1872-1876). També fou soci protector de la societat obrera cooperativista La Bienhechora, en un moment en què el cooperativisme tenia gran empenta a Badalona i, de fet, aquesta societat ja funcionava des d'abans de la redacció dels seus estatuts el 1874.
El 1875 ja era tinent d'alcalde, i va ser alcalde durant dos períodes entre 1881-1884 i 1886-1887. Durant els seus mandats es varen portar a terme diverses millores de caràcter administratiu i urbanístic, especialment a la zona del Baix a Mar: l'ampliació de la plaça de la Vila, la prolongació del carrer d'en Prim o l'eixamplament del Cementiri Vell.
També hi hagué episodis polèmics sobre el Llegat de Vicenç Roca i Pi —la Junta d'Administració de la qual formà part— a causa de la impugnació de la família de l'empresari sobre el testament, que donava els béns de Roca i Pi als pobres i desvalguts de la vila. Aquest fet va trobar l'oposició de la ciutat en conjunt, on es formaren les Juntes Populars, amb el suport de l'alcalde Guixeras, i també la d'El Eco de Badalona, publicació capdavantera de la campanya, i de personalitats com Vicenç Bosch, Antoni Ferratges, marquès de Mont-roig, o Evarist Arnús i de Ferrer. El Tribunal Suprem ratificà el testament i la voluntat de Roca i Pi el 1886, fet molt celebrat a la ciutat.
En presentar la dimissió al seu càrrec el 1884, va demanar en votació nomenar fill adoptiu de Badalona a Evarist Arnús i de Ferrer, aprovat amb unanimitat.

### Mort i homenatge
Afectat per algun tipus de malaltia a la gola des de 1887, Guixeras va morir a causa d'aquesta malaltia la tarda del 9 de juliol de 1888 als 46 anys, i enterrat a la tomba familiar al cementiri del Sant Crist. La seva mort va causar gran commoció a la ciutat, perquè sempre fou molt valorat per la seva integritat i honradesa; el seu funeral, realitzat a l'església de Sant Josep, va ser molt multitudinari i es va fer amb grans honors, amb la presència de nombroses entitats i personalitats locals i d'altres localitats dels voltants. No obstant això, cal tenir en compte que en el moment de la seva mort governaven els liberals a la ciutat i que l'alcalde Francesc Viñas i Renom era el seu oncle.
Després de la seva mort, un retrat seu va estar penjat al saló de plens de l'ajuntament durant anys.